# Niphona philippinensis
Niphona philippinensis es una especie de escarabajo longicornio del género Niphona, tribu Pteropliini, subfamilia Lamiinae. Fue descrita científicamente por Breuning en 1964.

## Descripción
Mide 18 milímetros de longitud.

## Distribución
Se distribuye por Filipinas.